# Dounkoura (Gaoua)
Pour les articles homonymes, voir Dounkoura.
Dounkoura est une localité située dans le département de Gaoua de la province du Poni dans la région Sud-Ouest au Burkina Faso.

## Géographie
Dounkoura est situé à environ 12 km au sud-est de Gaoua.

## Santé et éducation
Le centre de soins le plus proche de Dounkoura est le centre hospitalier régional (CHR) de la province à Gaoua.